# Đệ nhất tổng tài vượt dãy Anpơ trên đèo Grand-Saint-Bernard
Đệ nhất tổng tài vượt dãy Anpơ trên đèo Grand-Saint-Bernar (tiếng Pháp: Le Premier Consul franchissant les Alpes au col du Grand-Saint-Bernard) còn được gọi bằng các tên khác như Napoléon vượt núi Saint-Bernard (Napoléon passant le mont Saint-Bernard), Vượt núi Saint-Bernard (Le passage du Saint-Bernard) hay Chân dung Bonaparte trên đèo Grand-Saint-Bernard (Portrait de Bonaparte au Grand Saint-Bernard) là loạt 5 tác phẩm tranh sơn dầu về chân dung Đệ nhất tổng tài Napoléon Bonaparte cưỡi ngựa vượt dãy Anpơ trên đèo Grand-Saint-Bernard được họa sĩ Jacques-Louis David sáng tác trong khoảng thời gian từ 1800 đến 1803. 5 bức tranh hiện đang được lưu giữ tại Lâu đài Malmaison (Rueil-Malmaison, Pháp), Lâu đài Charlottenburg (Berlin, Đức), Lâu đài Versailles (Versailles, Pháp - 2 bức) và Cung điện Belvedere (Viên, Áo).

## Tổng quan

### Lịch sử ra đời

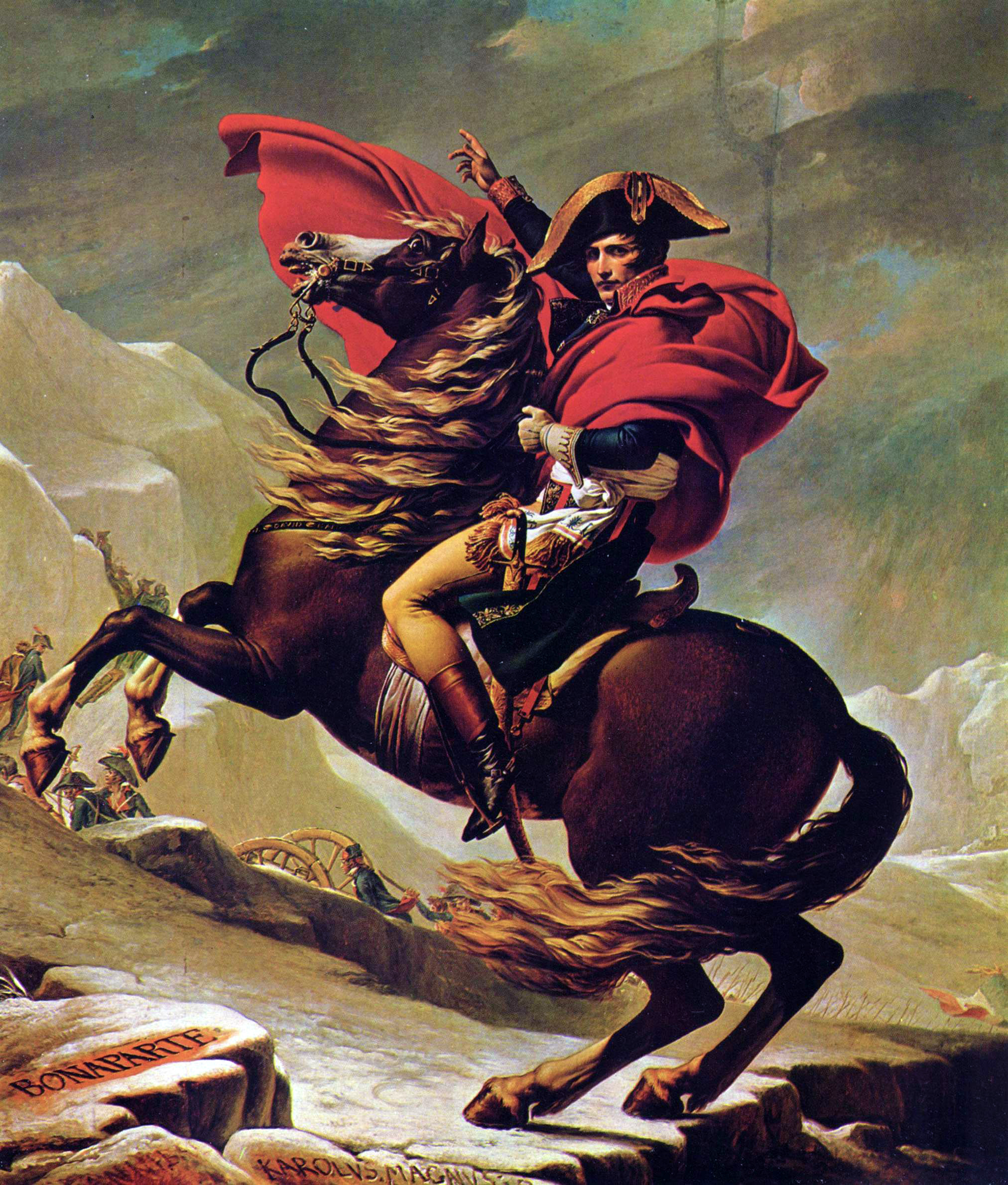
Phiên bản 2 của bức tranh, lưu giữ tại Lâu đài Charlottenburg.

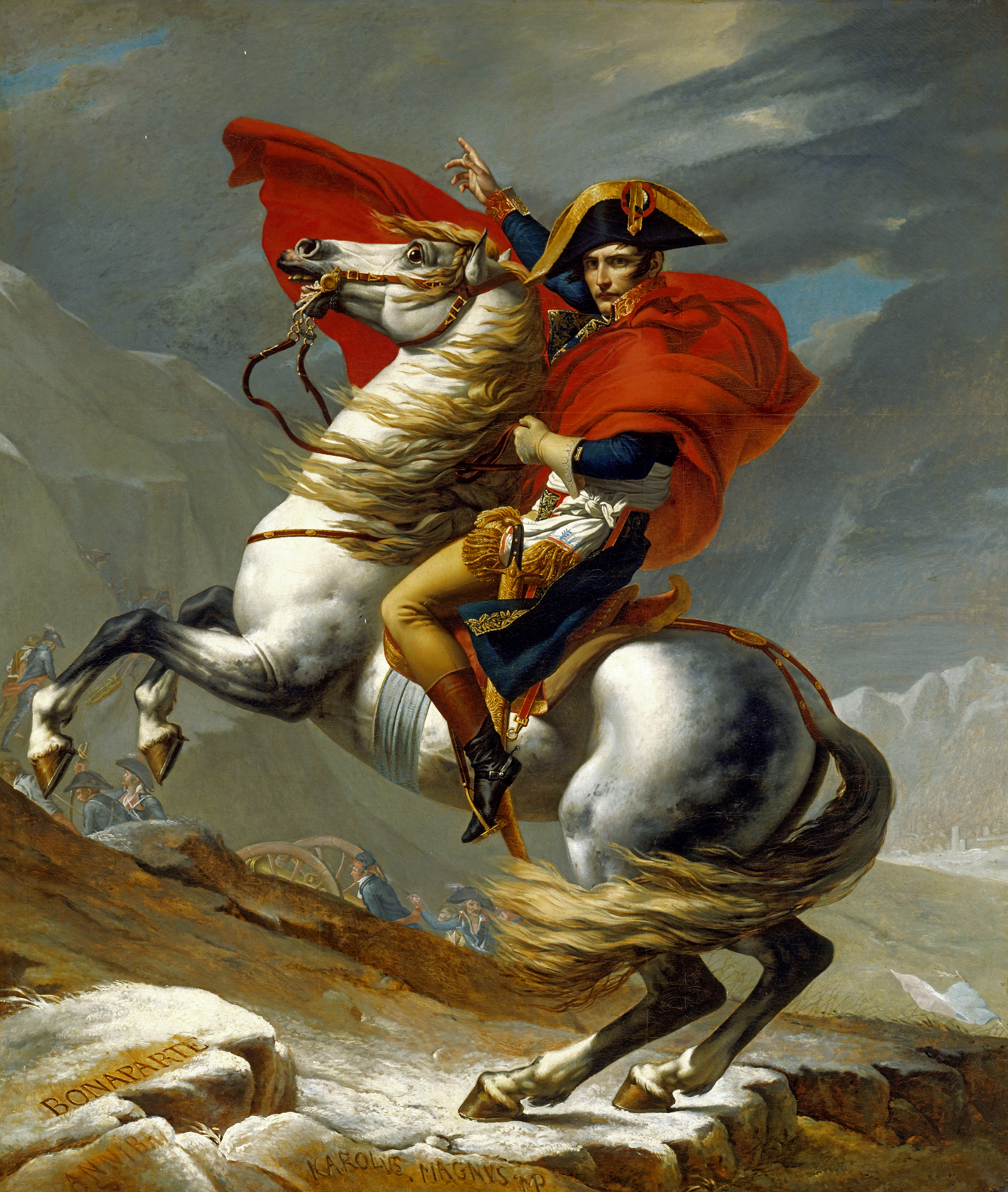
Phiên bản 3 của bức tranh, lưu giữ tại Lâu đài Versailles.

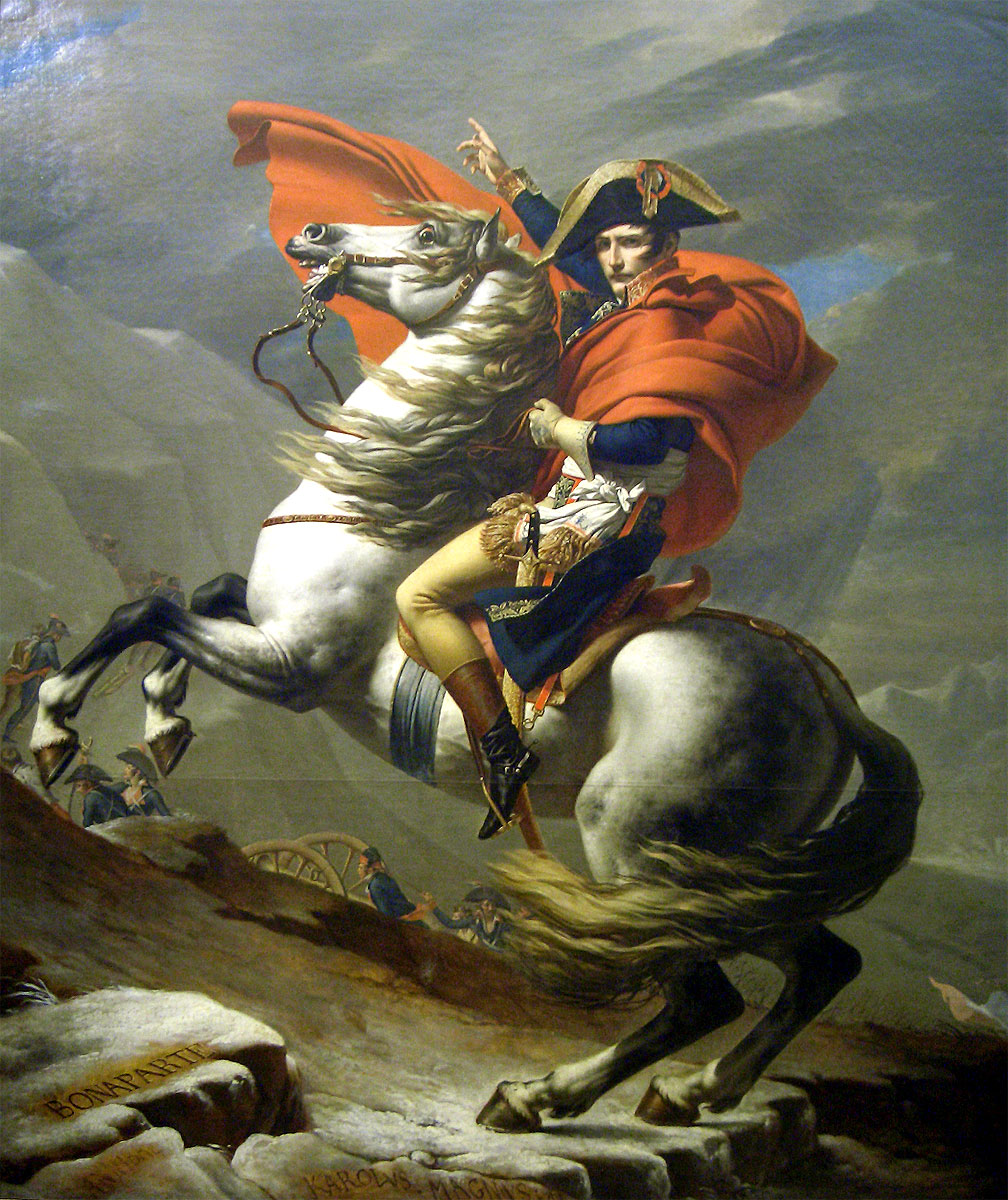
Phiên bản 4 của bức tranh, lưu giữ tại Cung điện Belvedere.

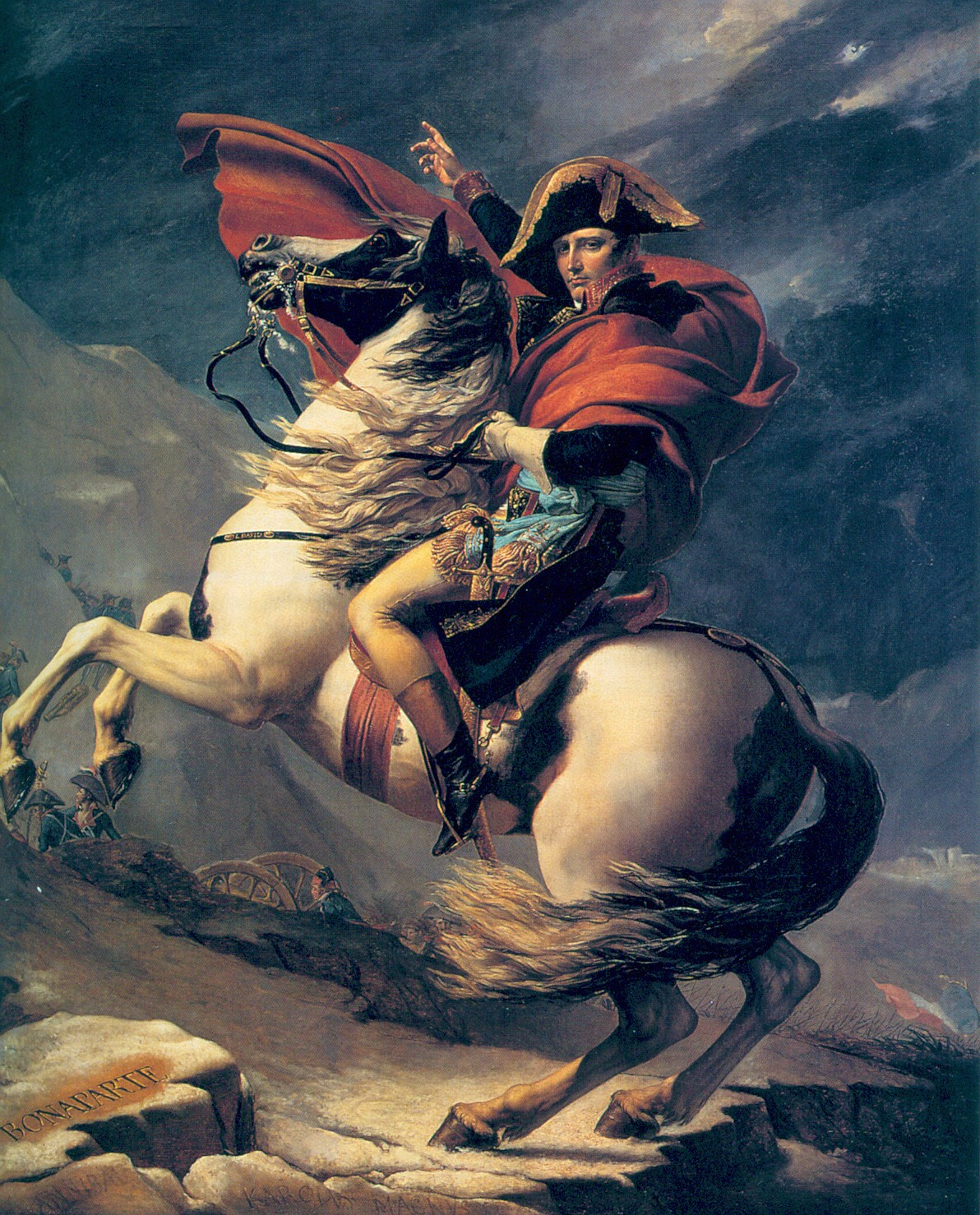
Phiên bản 5 của bức tranh, lưu giữ tại Lâu đài Versailles.

Với cái tên ban đầu Chân dung cưỡi ngựa của Đệ nhất tổng tài khi ông vượt dãy Anpơ trên núi Saint-Bernard ngày 30 tháng hoa năm VIII (Tableau-portrait équestre du premier Consul, représenté dans le moment où il passe les Alpes au mont Saint-Bernard le 30 floréal an VIII), tác phẩm được Jacques-Louis David thực hiện theo yêu cầu của vua Tây Ban Nha Carlos IV. Thông qua đại sứ của Pháp tại Tây Ban Nha là Charles-Jean-Marie Alquier, nhà vua gửi yêu cầu tới Jacques-Louis David vào ngày 7 tháng 8 năm 1800 nhằm bổ sung chân dung Đệ nhất tổng tài vào bộ sưu tập của cung điện hoàng gia ở Madrid. Đây cũng là một hành động nhằm củng cố quan hệ ngoại giao và khẳng định mối đồng minh giữa hai quốc gia láng giềng. Bức tranh được giữ ở Madrid tới năm 1812 thì được Joseph Bonaparte mang theo khi ông trốn khỏi Tây Ban Nha để sang sống lưu vong tại Point-Breeze, Hoa Kỳ. Tác phẩm sau đó được Bonaparte trao lại cho con gái là Zénaide Bonaparte, Công chúa của Canino để cô treo tại Biệt thự Bonaparte (có tên khác là Biệt thự Paolina), nơi ở của các con cháu Canino tại Roma. Đệ nhất tổng tài vượt dãy Anpơ được lưu giữ tại đây cho tới năm 1949 thì được cháu gái của Joseph Bonaparte là Eugénie Bonaparte, Công chúa của Moskva tặng cho bảo tàng quốc gia Pháp ở Lâu đài Malmaison, bức tranh được đánh mã số MM 7149.
Sau khi biết về đơn đặt hàng của vua Tây Ban Nha, bản thân Napoléon Bonaparte cũng đề nghị họa sĩ Jacques-Louis David vẽ thêm 3 phiên bản khác. Phiên bản thứ hai cho Lâu đài Saint-Cloud được hoàn thành năm 1801 và trưng bày với phiên bản đầu tiên tại Cung điện Louvre. Nằm tại Salon de Mars rồi Salle du trône của cung điện Louvre tới tháng 6 năm 1814 thì bị binh lính dưới quyền tướng von Blücher mang về Phổ để tặng cho vua Phổ Friedrich Wilhelm III. Từ năm 1816, bức tranh được trưng bày tại Lâu đài Charlottenburg, Berlin với mã số GKI 913. Phiên bản thứ ba của Đệ nhất tổng tài vượt dãy Anpơ được hoàn thành năm 1802 và lưu giữ tại thư viện của Hôtel des Invalides. Bức tranh được đưa tới Hôtel des Invalides trong một buổi lễ trang trọng có sự góp mặt của cả Jacques-Louis David và trợ lý của ông Georges Rouget. Trong buổi lễ David đã dành tặng cho người trợ lý của mình những lời ca ngợi: "Vừa có vài phát súng thần công dành tặng cho ông kìa, người bạn của tôi!" ("Il y a là quelques coups de canon pour toi, mon ami !". Trong thời gian Bourbon phục hoàng tác phẩm được đưa vào kho cất giữ, tới năm 1830 thì nó được chuyển tới Lâu đài Saint-Cloud và tới năm 1837 thì được chuyển về trưng bày tại Phòng Marengo của Lâu đài Versailles theo lệnh của vua Louis-Philippe I với mã số MV 1567. Phiên bản cuối cùng vẽ theo lệnh của Napoléon được trưng bày tại cung điện của Cộng hòa Cisalpine tại Milano nhằm khẳng định quan hệ ngoại giao của Pháp với nhà nước thân cận này. Giám đốc các bảo tàng Pháp Dominique-Vivant Denon chuyển bức tranh tới Ý theo lệnh của Napoléon vào ngày 29 tháng 3 năm 1803 như một món quà của vị Đệ nhất tổng tài tới nền cộng hòa non trẻ. Năm 1816, bức tranh bị binh lính Áo tịch thu, nó vẫn được giữ tại Milano cho tới năm 1834 thì được người Áo mang về trưng bày ở Cung điện Belvedere, Viên. Trong một thời gian dài, tác phẩm được chuyển sang bảo tàng Kunsthistorisches Museum Wien trước khi chính thức trở về Belvedere trong những năm 1990 với mã số ÖG 2089.
Phiên bản cuối cùng của Đệ nhất tổng tài vượt dãy Anpơ được David thực hiện và lưu giữ trong xưởng vẽ riêng của ông, kể cả trong thời gian họa sĩ sống lưu vong ở Bruxelles. Bức tranh được David yêu thích và trân trọng, nó được họa sĩ treo ngay bên cạnh giường nơi ông trải qua những giây phút cuối đời. Năm 1826 tác phẩm được gia đình của họa sĩ đem bán nhưng sau đó nhanh chóng được nữ nam tước Pauline Jeanin, con gái của David mua lại vào năm 1835. Từ năm 1846 nó được bà trưng bày tại Bazar Bonne-Nouvelle và tới năm 1850 thì được nữ nam tước tặng lại cho tổng thống Pháp Louis-Napoléon Bonaparte, cháu trai của Napoléon và sau này trở thành hoàng đế Napoléon III để trưng bày ở Tuileries. Sau khi triều đình Napoléon III sụp đổ, Đệ nhất tổng tài vượt dãy Anpơ thuộc quyền sở hữu của hoàng tử Napoléon Jérome và được cất giữ tại lâu đài của ông ở Prangins. Tới năm 1979, bức tranh được hoàng tử Louis Napoléon trao lại cho nhà nước Pháp và nó hiện được trưng bày ở Lâu đài Versailles với mã số MV 8550.

### Mô tả
Cả năm phiên bản của Đệ nhất tổng tài vượt dãy Anpơ đều là tranh khổ lớn với kích cỡ xấp xỉ 2,6 x 2,2 mét. Trung tâm của tác phẩm là chân dung Napoléon Bonaparte đang cưỡi ngựa trong bộ quân phục cấp tướng với mũ bicorne, gươm mamelouk cùng áo choàng. Ở phía sau tổng tài là các binh lính đang hành quân và kéo đại bác, phía dưới bên phải bức tranh là lá cờ tam tài đang tung bay trong gió. Trên các phiến đá nằm ở phía dưới đằng trước tổng tài có khắc các tên BONAPARTE, HANNIBAL và KAROLVS MAGNVS IMP.. Chữ ký của tác giả L. DAVID và thời gian sáng tác AN IX được vẽ trên đai ngựa.
Nếu như các chi tiết chân dung Napoléon Bonaparte trong 5 phiên bản hầu như không khác nhau thì màu sắc được sử dụng ở từng phiên bản lại khác nhau rõ rệt. Trong phiên bản đầu tiên trưng bày ở Malmaison, David vẽ Bonaparte với chiếc áo choàng màu vàng-cam, phần măng-sét của găng tay được thêu viền, con ngựa của Napoléon cưỡi là ngựa vá, bộ yên cương được vẽ hoàn chỉnh với cả dây mõm và dây luồn qua bụng màu đỏ sẫm. Viên sĩ quan đang vung kiếm ở nền bức tranh bị che lấp bởi đuôi con ngựa và nét mặt của Napoléon còn mang vẻ thanh niên. Trong phiên bản Charlottenburg, áo khoác của Bonaparte có màu đỏ son, con ngựa của ông cưỡi là ngựa hồng, bộ cương không có dây mõm, dây luồn qua bụng màu anh xám và cảnh vật xung quanh có tuyết bao phủ. Khuôn mặt của Napoléon trong phiên bản này có nhiều nếp nhăn hơn còn bức tranh được ký L.DAVID L'AN IX. Trong phiên bản Versailles, con ngựa của Napoléon là ngựa đốm xám, bộ cương được vẽ tương tự phiên bản Charlottenburg nhưng dây luồn qua bụng có màu xanh lơ. Phần viền găng tay được đơn giản hóa, cảnh vật được vẽ u ám hơn còn vẻ mặt của vị Đệ nhất tổng tài trông có vẻ rắn rỏi hơn. Phiên bản này không được ký. Phiên bản Belvedere gần như tương tự với phiên bản ở Versaille trừ khuôn mặt Napoléon trông không cứng rắn bằng, bức này được ký J.L.DAVID L.ANNO X. Phiên bản thứ hai ở Versailles thể hiện Napoléon với một con ngựa vá, dây đai luồn qua bụng ngựa có màu đỏ cam, khuôn mặt Napoléon trông già giặn hơn với một nụ cười mỉm, tóc của vị tổng tài cũng ngắn hơn. Bức này không được ghi năm sáng tác mà chỉ có chữ ký L.DAVID.

## Bối cảnh

### Chiến dịch vượt dãy Anpơ
|  |

Trong Chiến dịch Ý (1799-1800), Napoléon đã có một bước tiến lớn về chiến thuật và logictic khi dẫn quân Pháp vượt dãy Anpơ ngày 13 tháng 5 năm 1800.